# Cinéma argentin
Issu d'une longue tradition, le cinéma argentin est aujourd'hui l'un des plus importants du monde hispanique.

## Présentation générale
Le cinéma argentin est l'un des plus dynamiques d'Amérique centrale et du Sud.
Très prolifique dans les années 1940 et 1950, avec 60 films sortis par an, il connaît une renaissance importante depuis le milieu des années 1990. Aujourd'hui, les grands festivals de films internationaux sélectionnent régulièrement les films argentins et la qualité de la production nationale est remarquée.
La production nationale reste quantitativement modérée, mais Buenos Aires est, de fait, une ville qui attire soixante à quatre-vingt tournages chaque année.

## Histoire du cinéma argentin

### Origines

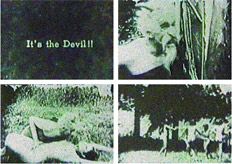
Quatre photogrammes du film El Sartorio (1907-1912).

Par symbolisme nationaliste, il est dit en Argentine que le premier film réalisé dans le pays est, en 1897, La bandera argentina (littéralement Le Drapeau argentin) du franco-argentin Eugène Py (1859-1924). Cependant au moins trois autres courts métrages ont été tournés en 1896 à Buenos Aires par l'Allemand Federico Figner, Vistas de Palermo, Avenida de Mayo et Plaza de Mayo. Ces quatre films sont considérés comme perdus.
En 1908, Mario Gallo réalise le premier film de fiction, El fusilamiento de Dorrego, suivi de La Révolution de mai (es) en 1909.
Le premier long métrage est en 1914 Amalia, drame d'Enrique García Velloso, suivi en 1915 par Nobleza gaucha (es) de Humberto Cairo (es) et Ernesto Gunche.
El cantar de mi ciudad, réalisé par José A. Ferreyra, constitue, en 1930, le premier film sonore. Le premier film du même réalisateur avec dialogues synchronisés est Muñequitas porteñas en 1931. Le premier long métrage parlant est ¡Tango!, réalisé par Luis Moglia Barth en 1933. Un des premiers grands succès de l'âge d'or du cinéma argentin est Riachuelo, produit par Argentina Sono Film en 1934.

### Cinéma classique et premier Nouveau Cinéma argentin
- 1952 : Le Fleuve de sang (Las aguas bajan turbias) de Hugo del Carril
- 1957 : La Maison de l'ange (La casa del ángel) de Leopoldo Torre Nilsson
- 1958 : Rosaura à dix heures (Rosaura a las 10) de Mario Soffici
- 1960 : Tire dié de Fernando Birri
- 1965 : Crónica de un niño solo de Leonardo Favio
- 1968 : L'Heure des brasiers (La hora de los hornos) de Pino Solanas
- 1969 : L'Employé (El dependiente) de Leonardo Favio
- 1969 : Invasión de Hugo Santiago
- 1974 : La Patagonia rebelde de Héctor Olivera
- 1974 : La tregua de Sergio Renán

### Années 1980 et 1990
- 1981 : Le Temps de la revanche (Tiempo de revancha) d'Adolfo Aristarain
- 1984 : Camila de María Luisa Bemberg
- 1985 : L'Histoire officielle (La historia oficial) de Luis Puenzo
- 1985 : Esperando la carroza d'Alejandro Doria
- 1985 : Tangos, l'exil de Gardel (El exilio de Gardel: Tangos) de Pino Solanas
- 1986 : Homme regardant au sud-est (Hombre mirando al sudeste) d'Eliseo Subiela
- 1992 : Un lieu dans le monde (Un lugar en el mundo) d'Adolfo Aristarain
- 1992 : Le Côté obscur du cœur (El lado oscuro del corazón) d'Eliseo Subiela
- 1997 : Martin (Hache) d'Adolfo Aristarain
- 1999 : Garage Olimpo de Marco Bechis

### Années 2000 et second Nouveau Cinéma argentin
Cette décennie est marquée par l'émergence de jeunes cinéastes novateurs, réunis par la critique sous le nom de « Nouveau Cinéma argentin », et dont les figures emblématiques sont Lucrecia Martel et Lisandro Alonso.
- 2000 : Les Neuf Reines (Nueve reinas) de Fabián Bielinsky
- 2000 : Vies brûlées (Plata quemada) de Marcelo Piñeyro
- 2001 : La ciénaga de Lucrecia Martel
- 2001 : Bolivia de Adrián Caetano
- 2001 : La libertad de Lisandro Alonso
- 2001 : Le Fils de la mariée (El hijo de la novia) de Juan José Campanella
- 2002 : Historias mínimas de Carlos Sorín
- 2004 : Carnets de voyage (Diarios de motocicleta) de Walter Salles
- 2004 : Le Fils d'Elias (El abrazo partido) de Daniel Burman
- 2004 : Los muertos de Lisandro Alonso
- 2004 : La niña santa de Lucrecia Martel
- 2007 : XXY de Lucía Puenzo
- 2008 : Historias extraordinarias de Mariano Llinás
- 2008 : Leonera de Pablo Trapero
- 2008 : La Femme sans tête (La mujer sin cabeza) de Lucrecia Martel
- 2009 : Dans ses yeux (El secreto de sus ojos) de Juan José Campanella
- 2009 : Liverpool de Lisandro Alonso

### Années 2010
- 2010 : Carancho de Pablo Trapero
- 2011 : Medianeras de Gustavo Taretto
- 2011 : El Chino (Un cuento chino) de Sebastián Borensztein
- 2011 : El estudiante de Santiago Mitre
- 2011 : Les Acacias (Las acacias) de Pablo Giorgelli
- 2011 : Enfance clandestine (Infancia clandestina) de Benjamín Ávila
- 2011 : Mi primera boda d'Ariel Winograd
- 2012 : Elefante blanco de Pablo Trapero
- 2014 : Les Nouveaux Sauvages (Relatos salvajes) de Damián Szifrón
- 2014 : Jauja de Lisandro Alonso
- 2015 : El Clan de Pablo Trapero
- 2015 : Paulina (La Patota) de Santiago Mitre
- 2016 : Citoyen d'honneur (El ciudadano ilustre) de Gastón Duprat et Mariano Cohn
- 2017 :  El Presidente de Santiago Mitre
- 2017 : Zama de Lucrecia Martel

### Années 2020
- 2024 : Sœurs de fortune (Las hermanas fantásticas) de Fabiana Tiscornia

## Réalisateurs
- Lisandro Alonso
- Luis César Amadori
- Adolfo Aristaráin
- Benjamín Ávila
- Fernando Ayala
- Marco Bechis
- María Luisa Bemberg
- Fabián Bielinsky
- Fernando Birri
- Jorge Blanco
- Sebastián Borensztein
- Daniel Burman
- Juan Pablo Buscarini
- Israel Adrián Caetano
- Juan José Campanella
- Albertina Carri
- Hugo del Carril
- Lucía Cedron
- Alejandro Chomski
- Laura Citarella
- Mariano Cohn
- Quirino Cristiani
- Gabriela David
- Osvaldo Daicich
- Alejandro Doria
- Gaston Duprat
- Leonardo Favio
- Hugo Fregonese
- Mario Gallo
- Pablo Giorgelli
- Raymundo Gleyzer
- León Klimovsky
- German Kral
- Diego Lerman
- Mariano Llinás
- Homero Manzi
- Lucrecia Martel
- Eduardo Mignogna
- Santiago Mitre
- Rodrigo Moreno
- Celina Murga
- Benjamin Naishtat
- Leopoldo Torre Nilsson
- Gaspar Noé
- Héctor Olivera
- Fito Páez
- Marcelo Piñeyro
- Jorge Polaco
- Luis Puenzo
- Lucía Puenzo
- Martín Rejtman
- Sergio Renán
- Hugo Santiago
- Lucía Seles
- Mario Soffici
- Fernando Solanas
- Juan Solanas
- Carlos Sorín
- Eliseo Subiela
- Damián Szifrón
- Pablo Trapero
- Gerardo Vallejo
- Emilio Vieyra

## Acteurs
- Norma Aleandro
- Ernesto Alterio
- Héctor Alterio
- María Luisa Bemberg
- Graciela Borges
- Luis Brandoni
- Julio Chávez
- Alejandro Chomski
- Linda Cristal
- Chino Darín
- Ricardo Darín
- Pablo Echarri
- Dolores Fonzi
- Guillermo Francella
- Lorena Meritano Gelfenben
- Olivia Hussey
- Mía Maestro
- Arturo Goetz
- Gabriel Goity
- Darío Grandinetti
- Castulo Guerra
- Federico Luppi
- Oscar Martinez
- Juan Minujín
- Mercedes Moran
- Bertha Moss
- Lautaro Murúa
- María Onetto
- Cecilia Roth
- Silvana Roth
- Joe Rígoli
- Sebastián Rulli
- Leonardo Sbaraglia
- Rodrigo de la Serna
- Carlos Thompson
- Soledad Villamil

## Producteurs
- Juan Pablo Buscarini
- Mario Gallo
- Federico Valle
- Lita Stantic

## Festivals et récompenses
Festivals
- Festival international du film de Mar del Plata
- Festival international du cinéma indépendant de Buenos Aires

Récompenses
- Cóndor de Plata
- Prix Sud

#### Listes et catégories
- (fr) Films
- (fr) Réalisateurs, Scénaristes, Acteurs
- (fr) Festivals